# Izbiska (województwo mazowieckie)
Izbiska – wieś w Polsce położona w województwie mazowieckim, w powiecie sochaczewskim, w gminie Teresin. Ma status sołectwa.
Wieś szlachecka położona była w drugiej połowie XVI wieku w powiecie sochaczewskim ziemi sochaczewskiej województwa rawskiego. W latach 1975–1998 miejscowość administracyjnie należała do województwa skierniewickiego.